# Misión de Santiago de Jalpan
La Misión de Santiago de Jalpan es un conjunto arquitectónico mexicano ubicado en Jalpan de Serra, Querétaro. Está integrado por un convento y una iglesia, construidas en estilo churrigueresco por la orden Franciscana en el siglo XVIII. La Misión se encuentra en el centro de la ciudad de Jalpan y desde 2003 es considerada Patrimonio de la Humanidad por la Unesco como parte de las Misiones franciscanas de la Sierra Gorda de Querétaro.

## Historia
La Orden Franciscana inició el trabajo de evangelización en la Sierra Gorda en 1744, aunque la construcción de la misión se llevó a cabo de 1751 a 1758, bajo la supervisión de Junípero Serra. Esta es la más antigua de las cinco misiones construidas en la Sierra Gorda y está dedicada al Apóstol Santiago. Debido a que las cinco misiones fueron construidas en simultáneo, todas comparten características en común, como la estructura, el atrio y el uso de diversos simbolismos.

## Estructura
La misión está compuesta por un convento y una iglesia, que posee una capilla anexa. En el centro del atrio del edificio se encuentra una cruz. La fachada de la iglesia está elaborada con estuco y piedra, y decorada con pilastras de color ocre y diversos detalles con forma de ángeles y de plantas. Adicionalmente la fachada representa la unión entre los españoles y los indígenas mediante varios simbolismos, como un águila bicéfala que devora una serpiente. También se representa a la Virgen de Guadalupe en la parte superior derecha de la fachada, mientras que en la parte superior izquierda se encuentra la Virgen del Pilar. Ambas imágenes también hacen alusión a la unión entre ambos pueblos. En la parte inferior de la fachada se encuentra una estatua de San Francisco de Asís, patrono de la orden, así como una estatua de Santo Domingo de Guzmán, fundador de la Orden de Predicadores, la cual había intentado evangelizar previamente la Sierra Gorda. También en la fachada se encuentra el símbolo de la Orden Franciscana, compuesto por el brazo de Cristo cruzado con el brazo de San Francisco de Asís. El altar principal de la iglesia fue originalmente construido en estilo barroco, acorde al resto del edificio, sin embargo, posteriormente fue reemplazado por uno en estilo neoclásico. En la cúpula de la iglesia se representan las cuatro apariciones de la Virgen de Guadalupe.